# ARA Veinticinco de Mayo (1943)
ARA Veinticinco de Mayo lub 25 de Mayo, poprzednio HMS Venerable i Karel Doorman – brytyjski lotniskowiec lekki typu Colossus z okresu II wojny światowej, służący następnie w marynarce Holandii i Argentyny. Wszedł do służby w Royal Navy w styczniu 1945 roku jako HMS „Venerable”. Służył na Dalekim Wschodzie w końcówce II wojny światowej. W 1948 roku sprzedany Holandii, gdzie od 1948 roku służył jako Hr.Ms. „Karel Doorman”, a następnie w 1969 roku sprzedany do Argentyny, gdzie służył od tej pory jako ARA „Veinticinco de Mayo” (nazwa zapisywana także jako „25 de Mayo”). Brał udział w wojnie o Falklandy-Malwiny. Wycofany ze służby czynnej w 1988 roku, a ostatecznie skreślony w 1997 roku.

## Historia

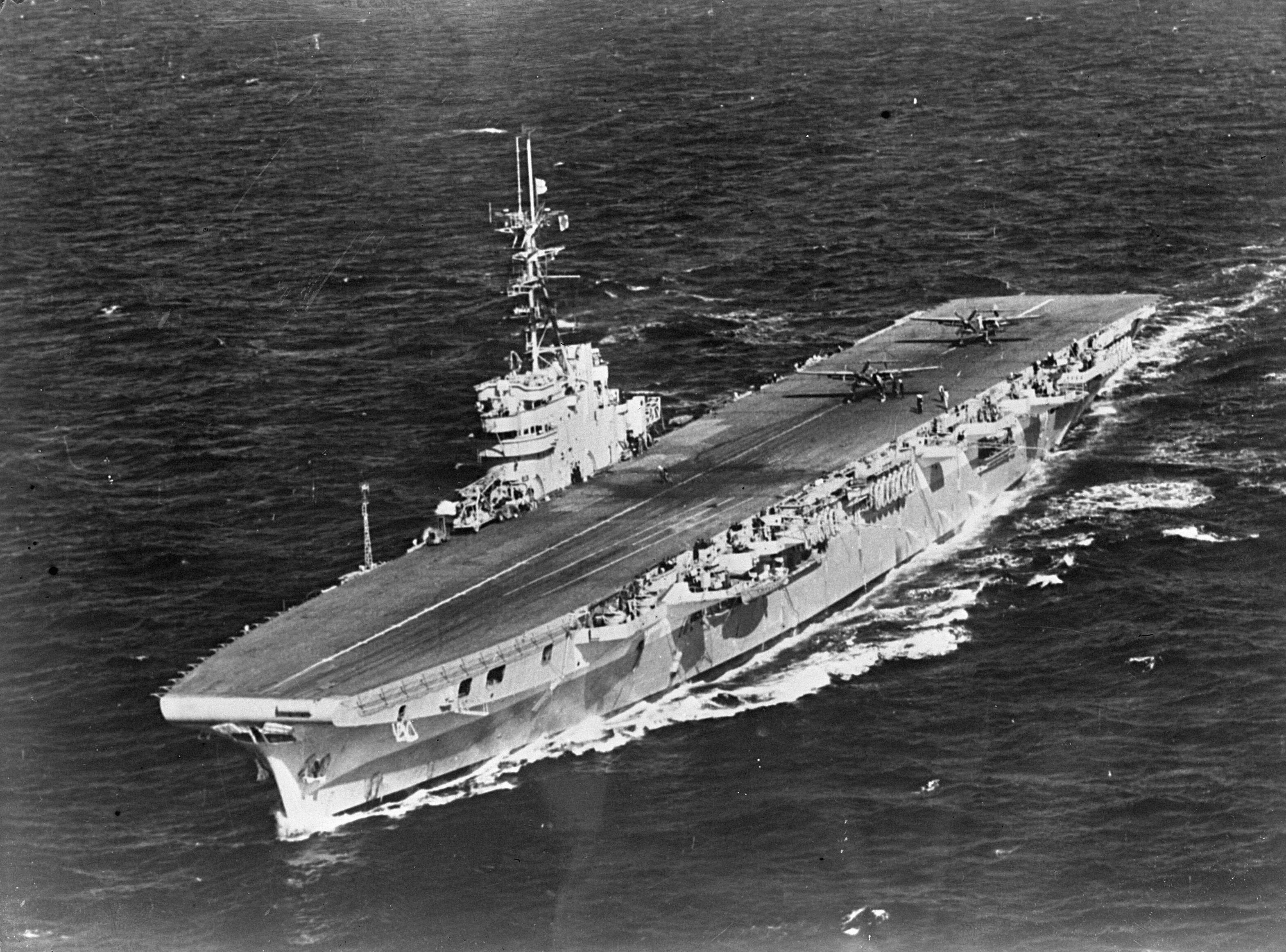
HMS „Venerable”

Budowę ósmego z serii lekkich lotniskowców typu Colossus dla marynarki brytyjskiej pod nazwą „Venerable” została zamówiona w stoczni Cammell Laird w Birkenhead 7 sierpnia 1942 roku. Stępkę pod budowę okrętu położono 3 grudnia 1942 roku, a budowę prowadzono pod numerem stoczniowym 1126. Budowa przebiegała wyjątkowo szybko jak na taki okręt i kadłub wodowano 30 grudnia 1943 roku. 27 listopada 1944 roku rozpoczęły się odbiorcze próby morskie.
Początkowe uzbrojenie stanowiły 24 automatyczne armaty przeciwlotnicze kalibru 40 mm w sześciu poczwórnych stanowiskach oraz i 32 działka przeciwlotnicze 20 mm Oerlikon Mk II w 11 podwójnych stanowiskach Mk XIIA i 10 pojedynczych Mk VIIS/M. W lipcu 1945 roku w Sydney wymieniono działka 20 mm na 12 pojedynczych armat 40 mm Boforsa.
Okręt wszedł do służby w Royal Navy 17 stycznia 1945 roku, nosząc znak taktyczny R 63. 1 marca 1945 roku został okrętem flagowym 11. Dywizjonu Lotniskowców (11th Aircraft Carrier Squadron) kontradmirała Harcourta. Zaokrętowano na nim grupę lotniczą z samolotów torpedowo-bombowych Fairey Barracuda Mk. II z 814 Dywizjonu i Vought Corsair Mk. IV z 1851. Dywizjonu. Po okresie wstępnego szkolenia załogi i docierania mechanizmów, 12 marca 1945 roku okręt skierowano na Daleki Wschód, przez Morze Śródziemne i Kanał Sueski. Po drodze ćwiczył z Flotą Śródziemnomorską na Malcie i dopiero w czerwcu dotarł do Trincomalee na Cejlonie, wchodząc w skład Brytyjskiej Floty Pacyfiku . 22 lipca przeszedł do Sydney, gdzie wzmocniono uzbrojenie przeciwlotnicze oraz wymieniono samoloty Barracuda na myśliwsko-rozpoznawcze Fairey Firefly Mk. I. Kontradmirał Harcourt zmienił wówczas okręt flagowy na HMS „Indomitable”. HMS „Venerable” wziął udział w samej końcówce działań wojennych II wojny światowej. W związku z kapitulacją Japonii, 15 sierpnia 1945 roku wypłynął z Australii w składzie Task Group 112, przeznaczonej do zajęcia Hongkongu (wraz z lotniskowcem „Indomitable”) . Zespół dotarł pod Hongkong 29 sierpnia, a 30 sierpnia samoloty lotniskowca wzięły udział w ataku na japońskie motorówki samobójcze zgromadzone w zatoce Lammas Bay. Samoloty lotniskowca prowadziły patrole bojowe. Lotniskowiec osłaniał następnie zajęcie Koulunu .
Od października 1945 aż do lutego 1947 roku służył głównie do repatriacji jeńców wojennych, ludności cywilnej oraz transportu wojsk na obszarze Dalekiego Wschodu, między Hongkongiem, Singapurem, Indiami, Cejlonem i Holenderskimi Indiami Wschodnimi . Przechodził w tym czasie remonty w Sydney i Singapurze . W lutym 1947 roku wypłynął do Europy, powracając do Plymouth 26 marca, po czym w kwietniu został wycofany do rezerwy .

### Służba w Holandii

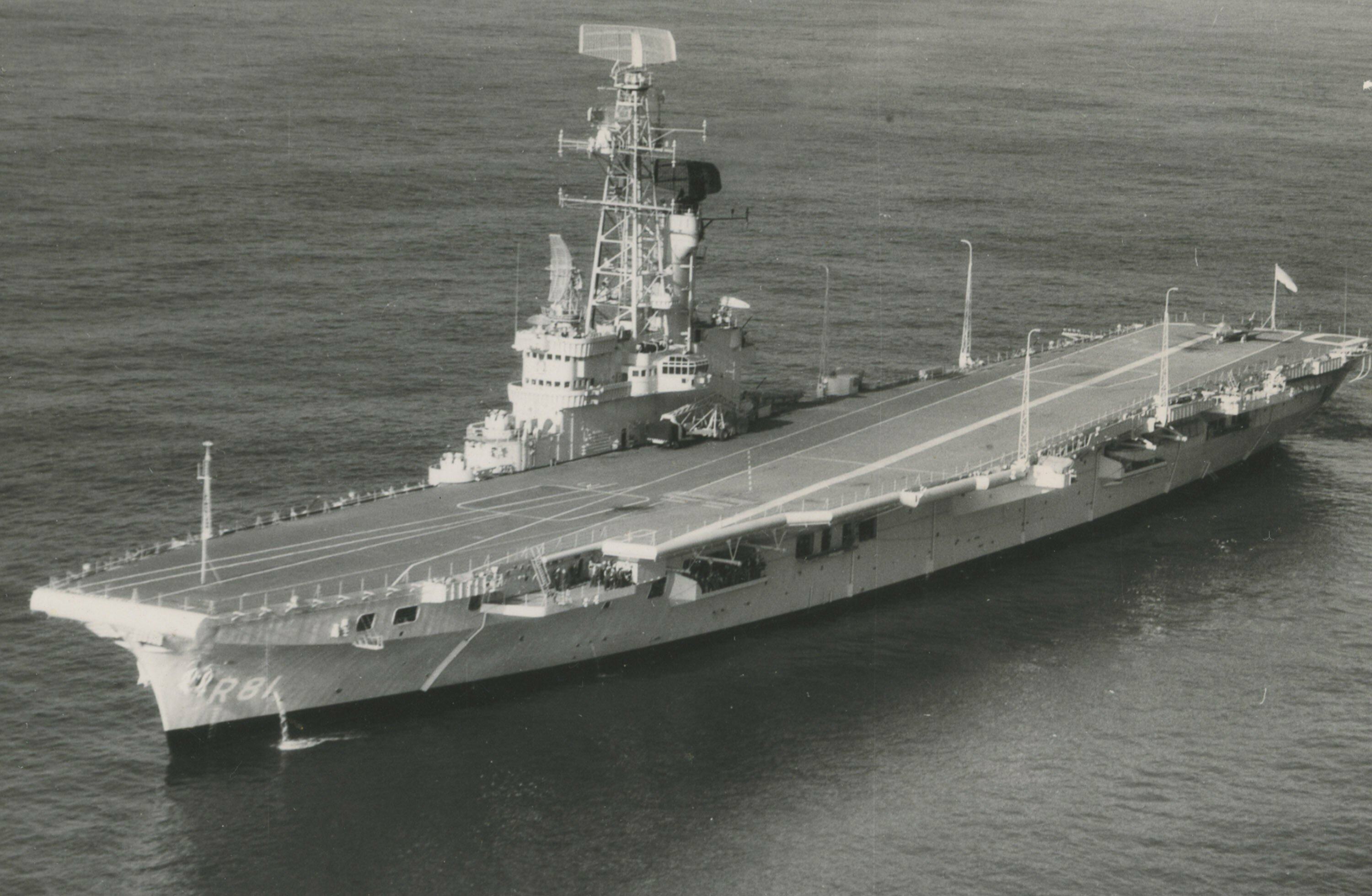
Hr.Ms. „Karel Doorman” w 1958

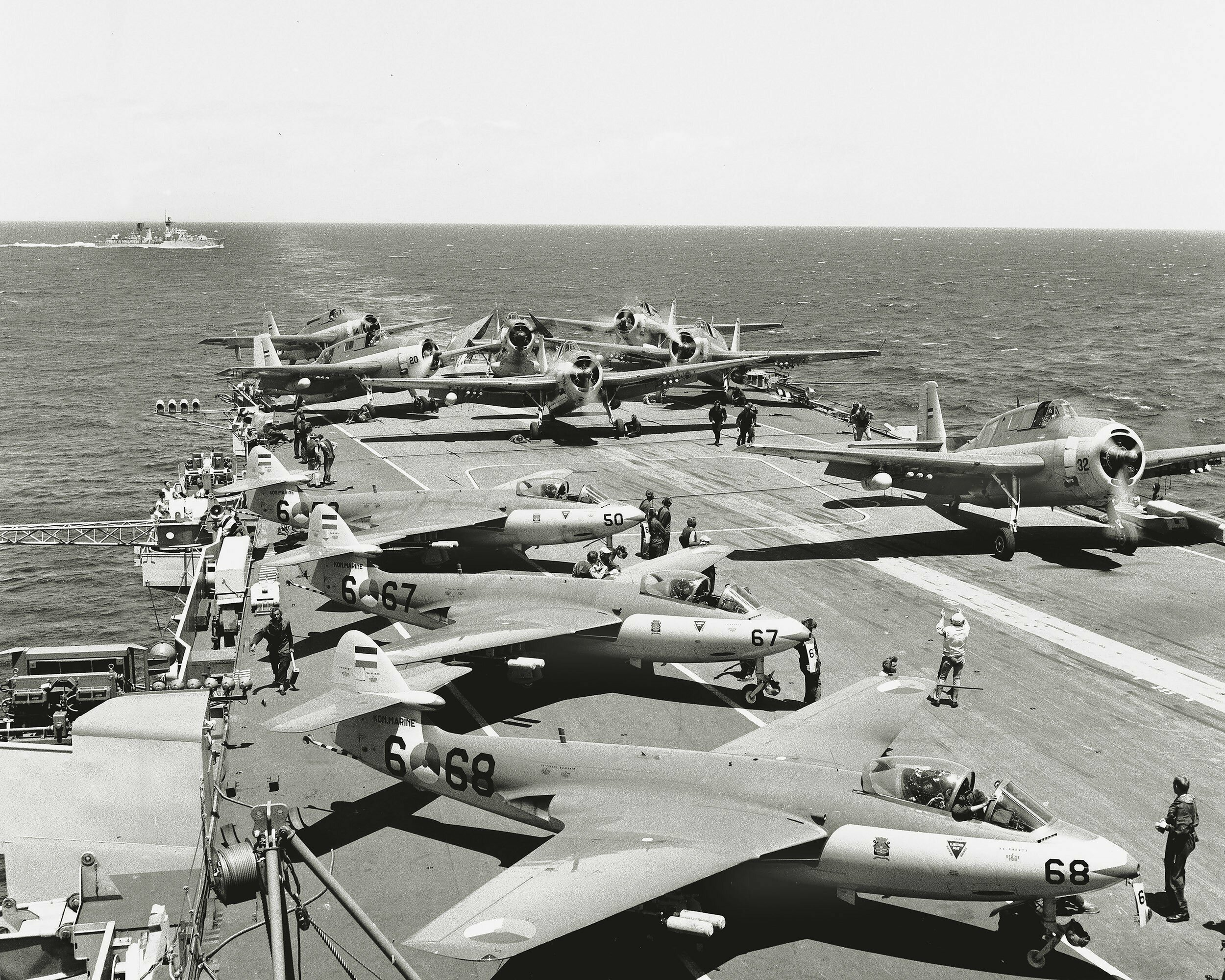
Samoloty Sea Hawk i Avenger na pokładzie „Doormana”

1 kwietnia 1948 roku okręt został sprzedany Holandii, gdzie wszedł do służby 28 maja tego roku jako Hr.Ms. „Karel Doorman”, noszący imię na cześć admirała Karela Doormana, poległego w bitwie na Morzu Jawajskim, jako drugi okręt po wypożyczonym lotniskowcu eskortowym HMS „Nairana”. Cena za okręt wynosiła 27 milionów guldenów oraz dalsze 38 milionów guldenów za doprowadzenie go do sprawności bojowej. Otrzymał numer taktyczny QH 1, już w lipcu zmieniony na QL 1, a ostatecznie (15 października 1950 roku) na R 81. Okręt wpłynął po raz pierwszy do Rotterdamu 2 czerwca 1948 roku, a 6 lipca zaokrętowano na niego dywizjon VSQ-4 w składzie 18 samolotów Fairey Firefly FR 4. Między 1 grudnia 1948 roku a 12 września 1949 roku przeprowadzono remont lotniskowca w Rotterdamie, połączony z dodaniem systemu klimatyzacji.
Między 2 stycznia a 4 maja 1950 roku „Karel Doorman” odbył pierwszy dłuższy rejs w nowej służbie, do Antyli Holenderskich, a następnie między 27 października a 19 grudnia na Morze Śródziemne. W październiku zaokrętowano także nowe myśliwce Hawker Sea Fury FB 50 dywizjonu VSQ-860. Większą część 1951 roku okręt spędził w remoncie, po czym między 10 stycznia a 6 kwietnia 1952 roku ponownie odbył rejs na Karaiby. W lutym 1954 roku wyszedł na Morze Śródziemne, a między 28 kwietnia a 10 czerwca tego roku odbył rejs atlantycki do Kanady i Nowego Jorku. Od września 1954 roku myśliwce Firefly zostały zastąpione przez samoloty zwalczania okrętów podwodnych Grumman Avenger w wersjach TBM-3S2 i TBM-3W2.
Między 1 lipca 1955 a 18 maja 1958 roku okręt został poddany przebudowie w stoczni Wilton-Fijenoord w Rotterdamie w celu dostosowania go do przenoszenia samolotów odrzutowych. Otrzymał wzmocniony pokład do lądowania, odchylony o 8° na lewą burtę, katapultę parową na dziobie, wzmocnione windy samolotów, lustrzany system wspomagania lądowania i nowy aerofiniszer. Długość wzrosła do 212,95 m, a wyporność do 15 892 ts standardowa i 19 896 ts pełna. Odchylony pokład do lądowania miał długość 140,75 m. Katapulta hydrauliczna BH-3 została wymieniona na parową BS-4A o długości 60,7 m, służącą dla samolotów o masie do 22,7 ton. Przebudowano nadbudówkę, instalując nowy maszt, holenderskie radary i podwyższony komin. Uzbrojenie zredukowano z 34 do 12 pojedynczych działek 40 mm. Koszt przebudowy wyniósł 40 milionów guldenów.
W drugiej połowie 1958 roku trwały próby okrętu i nowych samolotów. W skład grupy lotniczej weszły odrzutowe myśliwco-bombowce Hawker Sea Hawk FGA 50 oraz dotychczasowe przeciwpodwodne Avengery. Między 13 stycznia a 4 maja 1959 roku zmodernizowany okręt odbył rejs na Antyle Holenderskie i Florydę. Między 30 maja a 20 grudnia 1960 roku „Karel Doorman” odbył rejs dookoła świata, transportując przy tym 12 lądowych myśliwców Hawker Hunter i dwa śmigłowce Alouette II dla sił holenderskich w Nowej Gwinei Holenderskiej.
Między 20 grudnia 1960 a 10 kwietnia 1961 roku okręt przeszedł kolejną modernizację, w związku ze zmianą przeznaczenia na zwalczanie okrętów podwodnych, za czym szła zmiana grupy lotniczej. Odrzutowe Sea Hawki i stare Avengery zostały zastąpione przez samoloty zwalczania okrętów podwodnych Grumman CS-2F1 Tracker (dywizjon VSQ-4) i śmigłowce Sikorsky SH-34J Seabat (dywizjon VSQ-8). Okręt miał operować na północnym Atlantyku w składzie sił NATO (Task Force 5). Między 15 stycznia a 18 kwietnia 1962 roku lotniskowiec odbył kolejny rejs na Antyle Holenderskie, z 11 Trackerami i 6 Seabatami na pokładzie, odwiedzając Norfolk w USA. W tym czasie doszło do nasilenia działań zbrojnych Indonezji wokół Nowej Gwinei Holenderskiej, prowadzących do jej aneksji jako Irianu Zachodniego, lecz Holandia nie zdecydowała się skierować tam lotniskowca, między innymi z uwagi na mało przydatny skład grupy lotniczej. Według niektórych opinii, posiadanie lotniskowca potencjalnie przenoszącego myśliwce odrzutowe, powstrzymało Indonezję przed pełnoskalową inwazją w 1962 roku. W celu walki z lotniskowcem Indonezja też zakupiła w 1962 roku radzieckie bombowce Tu-16KS, początkowo latające z radzieckimi załogami.
W latach 1965–66 wymieniono kotły okrętu, jednakże w kwietniu 1968 doszło do rozległego pożaru w kotłowni, po którym marynarka holenderska uznała remont za nieopłacalny.

### Służba w Argentynie
Uszkodzony lotniskowiec zakupiła w październiku 1968 Argentyna i zleciła jego remont w Holandii. Otrzymał imię ARA „Veinticinco de Mayo” („25 maja” na cześć rewolucji majowej) i 1 września 1969 pożeglował do Argentyny. W grudniu 1978 okręt wziął udział w demonstracji siły związanej z konfliktem granicznym pomiędzy Chile a Argentyną. W latach 1980–81 przeszedł modernizację połączoną ze wzmocnieniem pokładu lotniczego i zwiększeniem miejsca do parkowania samolotów o dwa.
W 1982 okręt przez pierwsze tygodnie uczestniczył w wojnie o Falklandy-Malwiny. 2 maja był bliski wysłania swoich pokładowych samolotów A-4 Skyhawk przeciwko brytyjskiemu zespołowi floty odległemu o ok. 320 km, co byłoby pierwszym starciem lotniskowców od czasów II wojny światowej, jednak do ataku nie doszło z powodu złej pogody (ustania wiatru wspomagającego start samolotów z pełną masą startową). Ostatecznie, na skutek zatopienia krążownika ARA "General Belgrano"  (C-4) przez brytyjski okręt podwodny HMS "Conqueror" (S48), z obawy o utratę okrętu, większą część wojny spędził w porcie. W 1983 „Veinticinco de Mayo” został przystosowany do przenoszenia samolotów Dassault Super Étendard (które odznaczyły się podczas wojny o Falklandy działając z baz lądowych). Okręt w tym czasie borykał się z awariami siłowni, przez co znaczną część służby spędzał w porcie. Rząd Argentyny nie był w stanie przeznaczyć środków na remont i modernizację okrętu, i w 1997 podjął decyzję o jego wycofaniu ze służby. W 1999 jednostkę sprzedano indyjskiej stoczni złomowej.

## Dane taktyczno-techniczne

### Grupa lotnicza
Dane orientacyjne:
- "Karel Doorman" ok. 1950:
  - 19 myśliwców (Hawker Sea Fury FB.Mk 11 i Fairey Firefly Mk 4), 5 samolotów ZOP[7]
- "Karel Doorman" ok. 1960:
  - 6 myśliwco-bombowców Hawker Sea Hawk FGA.Mk 50, 6 samolotów ZOP Grumman TBM-3 Avenger, 4 śmigłowce ZOP Sikorsky HSS-1N Seabat, 2 śmigłowce transportowe/ratownicze[7]
- "Karel Doorman", połowa lat 60.:
  - 8 samolotów patrolowych Grumman S2F-1 Tracker 6 śmigłowców ZOP Sikorsky HSS-1N Seabat[7]
- "Veinticinco de Mayo", 1982:
  - 8 samolotów szturmowych A-4Q Skyhawk, 6 samolotów patrolowych Grumman S-2E Tracker, 4 śmigłowce ZOP Sikorsky SH-3D Sea King[1]
- "Veinticinco de Mayo", po 1982:
  - (prawdopodobnie) 8 samolotów szturmowych Dassault Super Étendard, 6 samolotów szturmowych A-4 Skyhawk, 6 samolotów patrolowych Grumman S-2E Tracker, 4 śmigłowce ZOP Sikorsky SH-3D Sea King[1]